# Fuckin A
Fuckin A è il secondo album dei The Thermals, pubblicato nel 2004 dalla Sub Pop Records.

## Tracce
1. Our Trip – 1:54
2. Every Stitch – 2:02
3. How We Know – 3:18
4. When You're Thrown – 1:42
5. Remember Today – 2:53
6. A Stare Like Yours – 2:47
7. Let Your Earth Quake, Baby – 2:21
8. God and Country – 2:15
9. End to Begin – 2:47
10. Forward – 2:11
11. Keep Time – 2:45
12. Top of the Earth – 0:59